# Bukowiec (województwo lubelskie)
Bukowiec – kolonia w Polsce położona w województwie lubelskim, w powiecie biłgorajskim, w gminie Aleksandrów.
W latach 1975–1998 miejscowość administracyjnie należała do województwa zamojskiego.
Kolonia wchodzi w skład sołectwa Aleksandrów II. 
Wierni Kościoła rzymskokatolickiego należą do parafii Matki Bożej Nieustającej Pomocy w Aleksandrowie.